# 남계우
남계우(南啓宇, 1811년 ~ 1888년)는 조선 후기의 화가. 숙종대의 문신 남구만의 5대 손으로, 정3품의 벼슬을 지냈다.

## 정보
- 이칭 : 일소(逸少), 일호(一濠)
- 분야 : 회화
- 유형 : 인물
- 시대 : 조선
- 성격 : 화가
- 성별 : 남
- 출생일 : 1811년 (순조 11)
- 사망일 : 1890년 (고종 27)
- 본관 : 의령 (宜寧)
- 저작 : 군접도, 화접도대련, 화접묘도, 석화접도대련

## 저술 및 작품
「화접도대련(花蝶圖對聯)」·「화접묘도(花蝶猫圖)」·「석화접도대련(石花蝶圖對聯)」·「추초군접도(秋草群蝶圖)」·「격선도(擊扇圖)」·「군접도(群蝶圖)」 등 많은 그림과 시문집인 『파담팔영(琶潭八詠)』·『전원팔영(田園八詠)』 그리고 비평문인 『고시비평(古詩批評)』 등이 전해오고 있다.

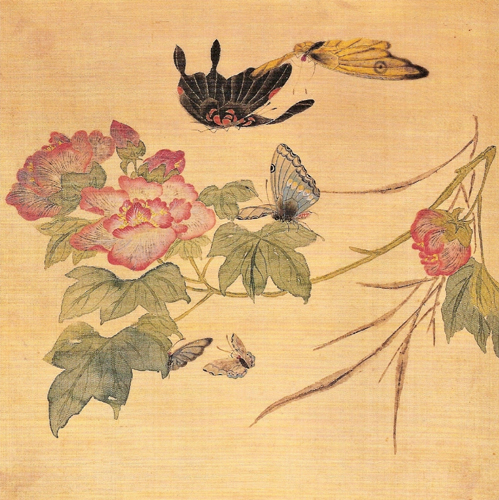
남계우의 <화접도> 비단에 채색, 27X27cm 호암미술관
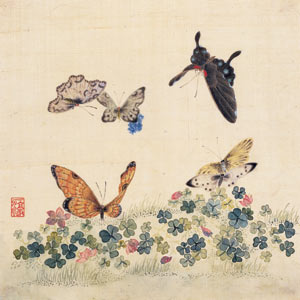
남계우-화접도(花蝶圖), 19세기 중반, leeum 소장
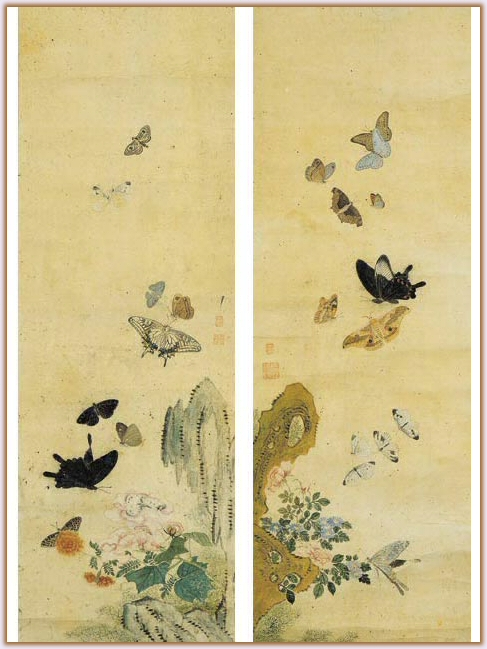
남계우-호접도(蝴蝶圖), 19세기 중반, 종이에 채색 32.5cm x 94cm, 개인 소장
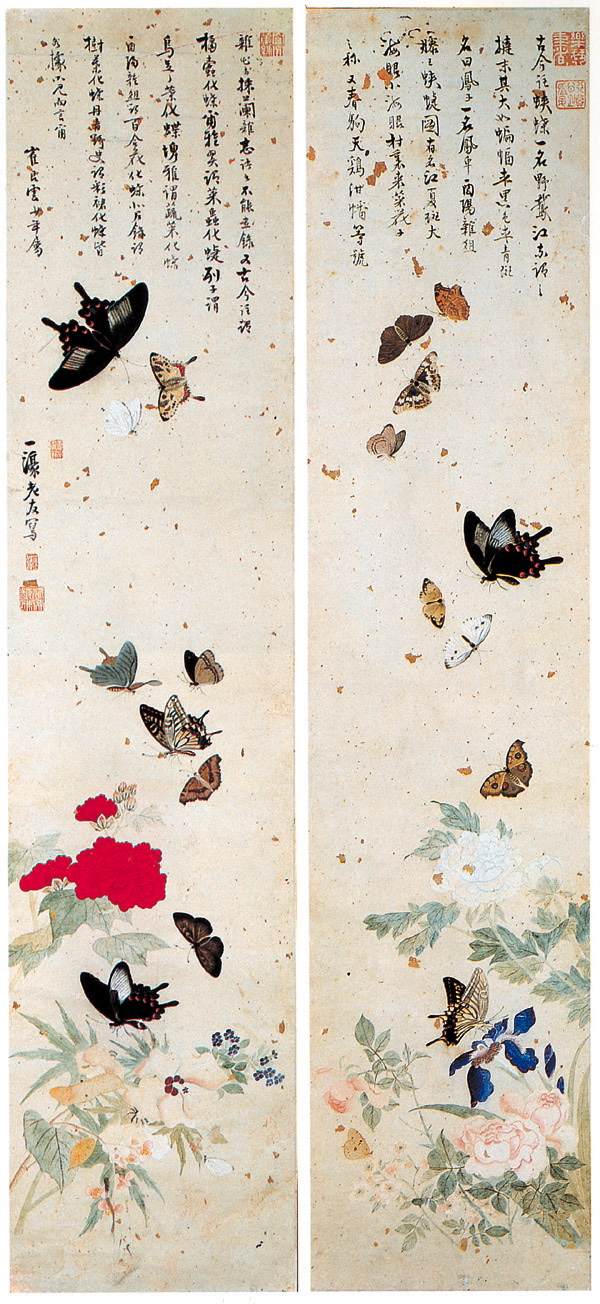
남계우-군접도(群蝶圖), 19세기 중반, 종이에 채색, 각 127.9×28.8, 국립중앙박물관 소장

## 같이 보기
- 한국화
- 한국의 화가 목록
- 한국의 미술